# Slaget om Nordkalotten (bok)
Slaget om Nordkalotten är titeln på en facklitterär bok från 1999 av Lars Gyllenhaal och James F. Gebhardt. Boken har undertiteln "Sveriges roll i tyska och allierade operationer". Bokens fokus ligger på slaget om Nordkalotten, eller Petsamo-Kirkenesoperationen under andra världskriget, men redovisar också hur svenska myndigheter agerade på Nordkalotten före och efter detta slag. Tiden före präglades av eftergifter till förmån för Finland och Tyskland. Tiden efter präglades av flera neutralitetsavsteg för de allierade.